# Dieta niskowęglowodanowa
Dieta niskowęglowodanowa – dieta zakładająca znaczne ograniczenie spożycia węglowodanów, z reguły do maksymalnie 130 g na dobę. Produkty spożywcze bogate w węglowodany (głównie pieczywo, makarony, ziemniaki, inne produkty zbożowe) zastępowane są produktami bogatymi w tłuszcz lub białko (m.in. mięso, ryby, jaja, sery). Dieta niskowęglowodanowa zaleca też spożywanie warzyw i owoców z niską zawartością węglowodanów (np. sałaty, brokuły, ogórki, szpinak, maliny, orzechy).
Dieta tego rodzaju może mieć potencjalnie dodatni wpływ na powodzenie terapii u dzieci chorych na epilepsję. Modyfikowane diety niskowęglowodanowe (niska zawartość zarówno węglowodanów, jak i tłuszczów) są zalecane u osób chorych na cukrzycę typu 2.

## Historia

### Prehistoria
Dieta człowieka żyjącego przed rewolucją neolityczną, tzn. przed wynalezieniem rolnictwa, składała się głównie z mięsa, ryb, warzyw zielonych, orzechów oraz owadów w różnych proporcjach. Jedna z analiz antropologicznych plemion zbieracko-łowieckich żyjących współcześnie wykazała, że w ich diecie występuje zarówno białko (19–35% całkowitej dostarczanej energii) jak i węglowodany (22–40% całkowitej dostarczanej energii).

### Pierwsze wzmianki współczesne
Dieta niskowęglowodanowa była stosowana jako metoda leczenia cukrzycy w XIX wieku.
W 1863 roku William Banting opublikował pracę zatytułowaną Letter on Corpulence Addressed to Public, w której opisuje dietę odchudzającą zakładającą rezygnację ze spożywania pieczywa, masła, mleka, cukru, piwa oraz ziemniaków. Jest to pierwszy opis diety niskowęglowodanowej. Banting twierdził, że stosując tę dietę, nigdy nie był głodny.
W 1967 roku wydana została praca The Doctor’s Quick Weight Loss Diet autorstwa lekarza Irwina Stillmana opisująca dietę o niskiej zawartości węglowodanów i tłuszczów, a wysokiej zawartości białek. Dieta Stillmana uważana jest za pierwszą dietę niskowęglowodanową, która zdobyła znaczną popularność w Stanach Zjednoczonych.
W 1972 roku dr Robert Atkins wydał książkę Dr Atkins’ Diet Revolution, w której opisywał skuteczność diety niskowęglowodanowej, opierając się na doświadczeniach leczenia otyłości u swoich pacjentów w latach 60. Książka szybko zdobyła popularność, jednak spotkała się z miażdżącą krytyką środowisk medycznych. Dieta opisywana przez Atkinsa uznana została za błędną i niebezpieczną, ponieważ ówczesny stan wiedzy medycznej wskazywał, że zwiększone spożycie tłuszczów powoduje liczne zagrożenia zdrowotne.
W 1979 roku Jan Kwaśniewski opublikował założenia własnej diety niskowęglowodanowej, nazwanej „optymalnym żywieniem” (sam twierdził, że opracował ją w 1965 roku), której zalecane proporcje spożywanych ilości białka, tłuszczów i węglowodanów odpowiadają założeniom diety niskowęglowodanowej.

### Lata 90. XX w. i XXI w.
Dieta niskowęglowodanowa wciąż jest powodem kontrowersji w środowiskach medycznych. Szybko powiększa się ilość dostępnych wyników badań wpływu diety niskowęglowodanowej na zdrowie człowieka. Głównym zarzutem wysuwanym przeciw diecie jest brak informacji na temat jej długofalowego wpływu na organizm. Niemniej, badania takie zaczynają się pojawiać.

## Założenia diety

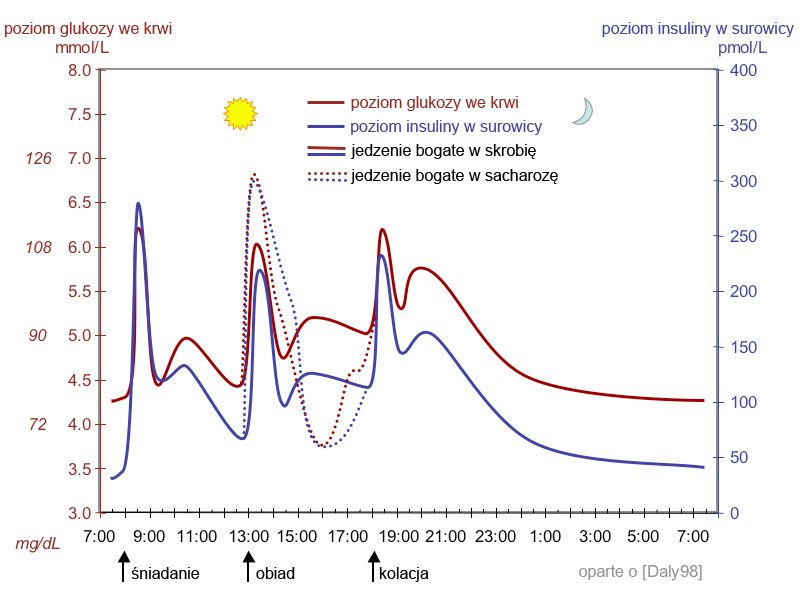
Krzywe poziomu glukozy we krwi i insuliny w surowicy na przestrzeni dnia zawierającego 3 posiłki bogate w skrobię lub sacharozę

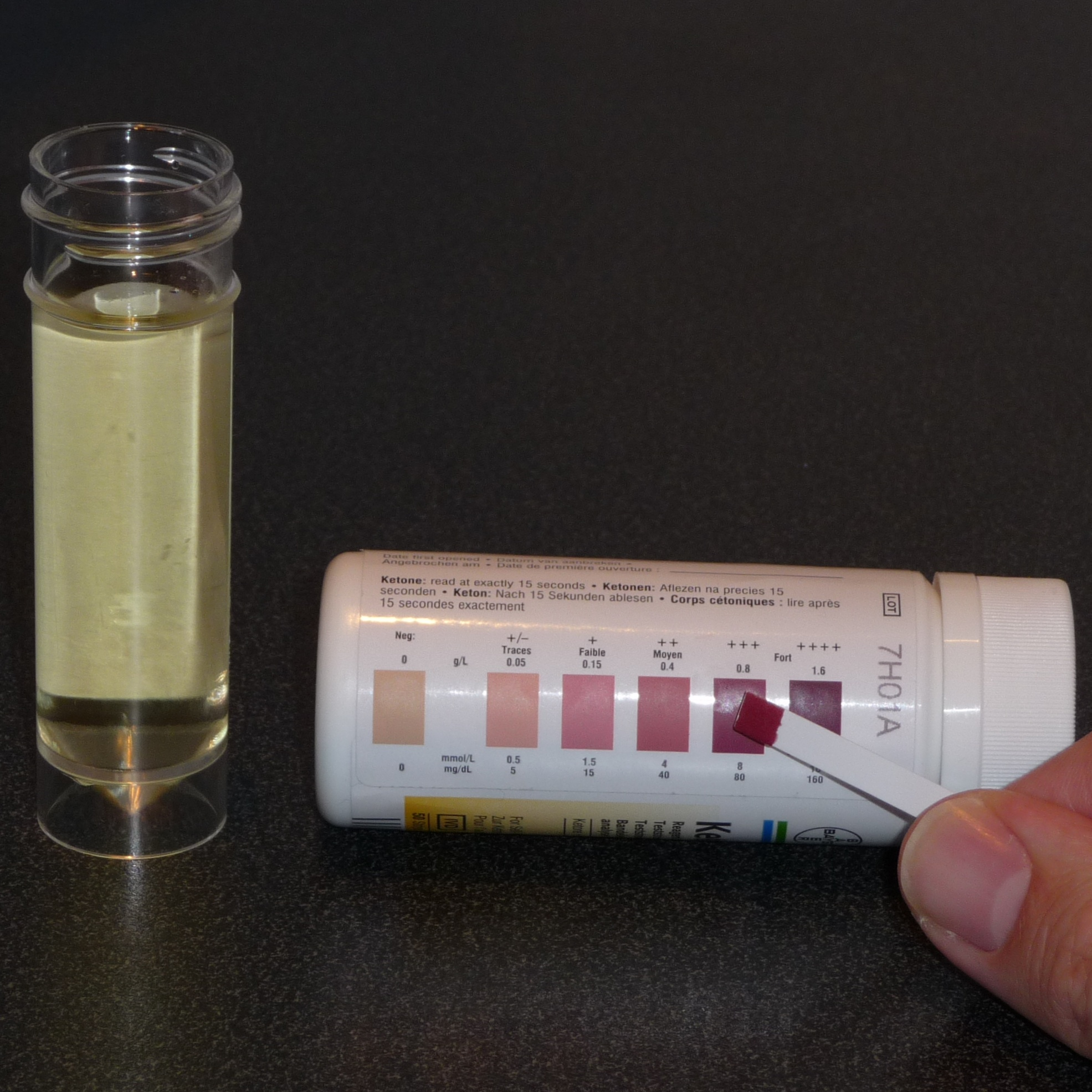
Testowanie obecności ciał ketonowych w moczu za pomocą testu paskowego Keto-Diastix

Termin dieta niskowęglowodanowa kojarzony jest najczęściej z dietą Atkinsa lub, w Polsce, z dietą Kwaśniewskiego. Niemniej jednak istnieje szereg zróżnicowanych diet niskowęglowodanowych opierających się na tych samych podstawach, m.in. dieta Atkinsa, dieta proteinowa Dukana, cykliczna dieta ketogeniczna, dieta The Zone, dieta OleoKeto, dieta dr Budwig, metoda Montignaca, dieta South Beach, dieta optymalna, dieta dobrych produktów. Brak jest powszechnie zaakceptowanej definicji diety niskowęglowodanowej. Amerykańskie Stowarzyszenie Lekarzy Rodzinnych definiuje dietę niskowęglowodanową jako dietę, w której spożycie węglowodanów nie przekracza 60 g dziennie. W 2008 roku grupa badaczy specjalizujących się w badaniach diet niskowęglowodanowych zaproponowała następujący podział:
- Niskowęglowodanowa dieta ketogeniczna (LCKD, low-carb ketogenic diet): poniżej 50 g węglowodanów dziennie, węglowodany to mniej niż 10% całkowitych przyjmowanych kalorii
- Dieta niskowęglowodanowa (LCD, low-carb diet): 50–130 g węglowodanów, 10–26% kalorii
- Dieta średniowęglowodanowa (MCD, moderate-carb diet): 130–225 g węglowodanów, 26–45% kalorii

Fundamentem naukowym, na którym opiera się dieta niskowęglowodanowa, jest wiedza dotycząca wpływu spożywania węglowodanów na stężenie glukozy we krwi oraz związaną z tym produkcją hormonów przez organizm. Normalny poziom stężenia glukozy we krwi u człowieka zawiera się w granicach 4,5–5,5 mmol/l. Poziom ten rośnie po spożyciu posiłku bogatego w węglowodany. Stężenie glukozy we krwi kontrolowane jest głównie przez dwa hormony produkowane w trzustce: insulinę, która obniża stężenie glukozy we krwi oraz glukagon, który wykazuje działanie antagonistyczne w stosunku do insuliny. Typowe dania w cywilizacji zachodniej są bogate w węglowodany, dlatego praktycznie każdy posiłek wiąże się z wydzielaniem insuliny. Dla kontrastu celem diety niskowęglowodanowej jest minimalizacja wydzielania insuliny na korzyść glukagonu, który stymuluje lipolizę i glukoneogenezę.
Dodatkowo, diety bardzo ubogie w węglowodany (poniżej 50 g węglowodanów dziennie) nazywane są ketogenicznymi, ponieważ wskutek wyczerpywania zapasów glikogenu w wątrobie indukują stan nazywany ketozą, czyli akumulacją ciał ketonowych w organizmie. Ciała ketonowe są alternatywnym produktem utleniania wolnych kwasów tłuszczowych w wątrobie i mogą być wykorzystywane jako materiał energetyczny przez mózg, serce i inne tkanki. Ich nadmiar wydalany jest z oddechem, przez skórę oraz w moczu. Ketoza często mylona jest z kwasicą ketonową. U osoby nie cierpiącej na cukrzycę ketogeneza (proces produkcji ciał ketonowych) ustaje w momencie pojawienia się glukozy w organizmie, natomiast u cukrzyków stwierdza się jednoczesną obecność zarówno glukozy, jak i ciał ketonowych.

## Założenia dietetyczne
By skutecznie ograniczyć ilość spożywanych węglowodanów, dieta niskowęglowodanowa zaleca całkowitą rezygnację z produktów skrobiowych lub zawierających cukier. Stosunek ilości kalorii pozyskiwanych z tłuszczu, białka i węglowodanów waha się w zależności od specyficznej odmiany diety, jednak jako dobry przykład można uznać stosunek 60% kalorii uzyskiwanych z tłuszczu, 35% z białka i 5% z węglowodanów. Odpowiada to mniej więcej 100g tłuszczu, 100 g białka i 20 g węglowodanów. Większość diet niskowęglowodanowych nie nakłada restrykcji na całkowitą dzienną ilość spożywanych kalorii. Wynika to z jednej z właściwości ketozy – zwiększania uczucia sytości, co powoduje naturalne ograniczanie ilości spożywanych posiłków dziennie, a co za tym idzie – do ograniczenia ilości przyjmowanych kalorii w porównaniu z dietami wysokowęglowodanowymi. Nowoczesne diety niskowęglowodanowe zalecają także spożywanie do każdego posiłku warzyw o niskiej zawartości węglowodanów oraz niskim indeksie glikemicznym – ma to na celu dostarczenie organizmowi odpowiedniej ilości błonnika.

### Ogólne zestawienie produktów żywnościowych
| Produkty zalecane                                                   | - Żywność pochodzenia zwierzęcego, np. mięso, podroby, smalec, ryby, jaja, masło, śmietana, sery - Żywność pochodzenia roślinnego o niskiej zawartości węglowodanów oraz niskim indeksie glikemicznym, np. sałata, kalafior, brokuły, szpinak, awokado, ogórki, pomidory                        |
| Produkty niezalecane (należy spożywać w bardzo ograniczonej ilości) | - Żywność pochodzenia zwierzęcego lub roślinnego o umiarkowanej zawartości węglowodanów i niskim indeksie glikemicznym, np. jogurty, maliny, wiśnie, orzechy |
| Produkty zabronione                                                 | - Produkty skrobiowe lub zbożowe, np. ziemniaki, ryż, makaron, kasza - Pieczywo - Słodycze - Soki owocowe, napoje gazowane - warzywa, owoce i inne produkty o wysokiej zawartości węglowodanów lub wysokim indeksie glikemicznym, np. kukurydza, buraki, winogrona, banany, pomarańcze, ananasy |

### Przykładowy dzienny plan posiłków

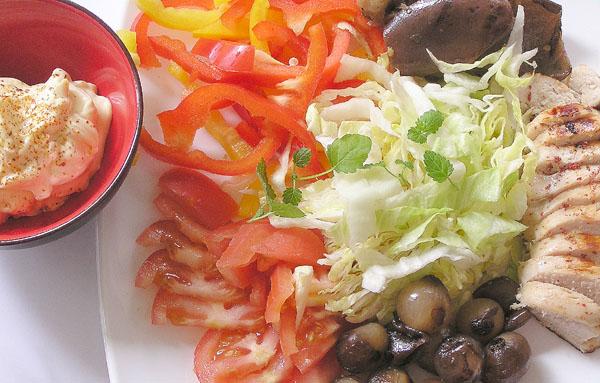
Przykładowy posiłek na diecie niskowęglowodanowej

- Śniadanie: jajecznica z dwóch jaj na boczku ze smażonymi słupkami z zielonej papryki
składniki: jaja kurze (110 g), boczek wieprzowy (15 g), smalec (10 g), papryka zielona (120 g)
wartości odżywcze: białko: ~ 15 g, tłuszcze: ~ 28 g, węglowodany: ~ 3 g
- Obiad: polędwiczki wieprzowe w sosie holenderskim z purée z kalafiora, w maśle, ze świeżym szpinakiem
składniki: schab wieprzowy (150 g), masło (50 g), żółtko jaja kurzego (35 g), sok cytrynowy (10 g), kalafior (200 g), szpinak (80 g)
wartości odżywcze: białko: ~ 32 g, tłuszcze: ~ 62 g, węglowodany: ~ 5 g
- Kolacja: Sałata z tuńczykiem, serem mozzarella, warzywami, zieleniną i majonezem
składniki: sałata (100 g), nać pietruszki (15 g), ogórek (60 g), ser mozzarella (30 g), tuńczyk (140 g), pomidory (60 g), majonez (25 g)
wartości odżywcze: białko: ~ 40 g, tłuszcze: ~ 28 g, węglowodany: ~ 5 g

Łącznie: białko ~ 87 g, tłuszcze ~ 117 g, węglowodany ~ 13 g, ~ 1442 kcal

## Wpływ na zdrowie
Wpływ diet niskowęglowodanowych na zdrowie pozostaje przedmiotem debaty w środowisku naukowym, głównie ze względu na stosunkowo niewielką ilość badań dotyczących tego tematu. Zdecydowana większość z nich została opublikowana po roku 2000 i jako relatywnie nowe pozostają przedmiotem dyskusji. Badacze w swoich publikacjach przedstawiają zróżnicowane opinie, poczynając od promowania skuteczności i bezpieczeństwa tych diet a kończąc na potępianiu ich jako niebezpieczne. Jednym z głównych zarzutów jest brak badań dotyczących długofalowych efektów diet niskowęglowodanowych, jednak ostatnio zaczyna się to zmieniać. Stwierdzono, że zarówno wysoki (>70%) jak niski (<40%) udział węglowodanów w diecie jest związany ze zwiększeniem ryzyka przedwczesnego zgonu. Najmniejsze ryzyko obserwowano dla udziału węglowodanów między 50% a 55%.

### Utrata tkanki tłuszczowej oraz wpływ na LDL i HDL
Liczne badania, w tym randomizowane eksperymenty kliniczne, wykazują większą skuteczność diet niskowęglowodanowych, w procesie odchudzania, w porównaniu z dietami niskotłuszczowymi. Pacjenci stosujący dietę niskowęglowodanową osiągali lepsze wyniki dotyczące utraty wagi, poprawy poziomu HDL i trójglicerydów oraz ciśnienia krwi. Do najczęściej wymienianych atutów tej diety zalicza się ograniczenie łaknienia i brak uczucia głodu, za co odpowiada podaż wysokoenergetycznych potraw opartych na tłuszczach, z których tworzone są ciała ketonowe. Mózg, żywiąc się nimi w toku diety, generuje uczucie sytości – co sprzyja przestrzeganiu diety. Ograniczony asortyment produktów prowadzi z kolei do spontanicznej redukcji spożycia żywności. Astrup i wsp. podkreślają także, że paradoks konsumpcji produktów wysokotłuszczowych – prowadzącej do redukcji masy ciała – może polegać również na tym, że bardzo restrykcyjne ograniczenie spożycia węglowodanów prawdopodobnie skutkuje wyczerpaniem rezerw glikogenu w wątrobie, powodując wydalanie związanej z nim wody (a niekoniecznie redukcję tkanki tłuszczowej).
W dietach niskowęglowodanowych zarówno podaż tłuszczu ogółem, jak również profil kwasów tłuszczowych stanowią ważne elementy w dietoterapii otyłości. W badaniach na zwierzętach stwierdzono, że nasycone kwasy tłuszczowe są preferencyjnie odkładane w tkance tłuszczowej, podczas gdy wielonienasycone raczej utleniane. Szczególną rolę pełnią kwasy tłuszczowe jednonienasycone, które – jak ustalono – mogą wpływać na wielkość wydatków energetycznych, tempo utleniania kwasów tłuszczowych oraz wielkość komórek tłuszczowych.
| Autorzy          | Rok publikacji | Profil badanej grupy    | Czas trwania | Dieta   | CHO [g/d] | Masa ciała [%] | HDL [%] | TAG [%] | TAG/HDL [%] | Glukoza [%] | Insulina [%] | Ciśnienie krwi [mm Hg] |
| ---------------- | -------------- | ----------------------- | ------------ | ------- | --------- | -------------- | ------- | ------- | ----------- | ----------- | ------------ | ---------------------- |
| Sharman et al.   | 2002           | Mężczyźni bez nadwagi   | 6 tyg.       | NW      | 46        | −2,8           | 11,5    | −33,0   | −39,9       | −0,2        | −34,2        |                        |
| Sharman et al.   | 2002           | Mężczyźni bez nadwagi   | 6 tyg.       | NT      | 271       | 0,5            | 0,0     | −5,3    | −5,3        | 1,8         | 13,0         |                        |
| Brehm et al.     | 2003           | Otyłe kobiety           | 6 msc        | NW      | 41–97     | −9,3           | 13,4    | −23,4   | −32,4       | −9,1        | −14,8        | −5                     |
| Brehm et al.     | 2003           | Otyłe kobiety           | 6 msc        | NT      | 163–169   | −4,2           | 8,4     | 1,6     | −6,3        | −4,0        | −23,0        | −1                     |
| Sondike et al.   | 2003           | Nastolatkowie z nadwagą | 12 tyg.      | NW      | 37        | −10,7          | 8,7     | −40,5   | −45,2       |             |              |                        |
| Sondike et al.   | 2003           | Nastolatkowie z nadwagą | 12 tyg.      | NT      | 154       | −4,1           | 4,2     | −5,4    | −9,2        |             |              |                        |
| Samaha et al.    | 2003           | Otyli mężczyźni/kobiety | 6 msc.       | NW      | 150       | −4,5           | 0,0     | −20,2   | −20,2       | −8,6        | −27,3        |                        |
| Samaha et al.    | 2003           | Otyli mężczyźni/kobiety | 6 msc.       | NT      | 201       | −1,4           | −2,4    | −4      | −1,6        | −1,6        | 5,6          |                        |
| Foster et al.    | 2003           | Otyli mężczyźni/kobiety | 1 rok        | NW      |           | −7,3           | 18,2    | −28,1   | −29,5       |             |              |                        |
| Foster et al.    | 2003           | Otyli mężczyźni/kobiety | 1 rok        | NT      |           | −4,5           | 1,4     | 0,7     | −2,6        |             |              |                        |
| Volek et al.     | 2003           | Kobiety bez nadwagi     | 4 tyg.       | NW      | 43        | −2,0           | 32,0    | −30,2   | −47,2       | −1,9        | 11,6         |                        |
| Volek et al.     | 2003           | Kobiety bez nadwagi     | 4 tyg.       | NT      | 249       | −1,3           | −7,7    | 3,8     | 0,5         | −5,3        | 18,7         |                        |
| Allick et al.    | 2004           | Cukrzycy typu 2         | 2 tyg.       | NW      | 0         | 0              | 23,5    | −43,9   | −55         | −16,9       | −16,7        |                        |
| Allick et al.    | 2004           | Cukrzycy typu 2         | 2 tyg.       | NT      | 775       |                |         |         |             |             |              |                        |
| Sharman et al.   | 2004           | Mężczyźni z nadwagą     | 6 tyg.       | NW      | 36        | −5,6           | −3,3    | −44,1   | −42,3       | −5,8        | −41,5        |                        |
| Sharman et al.   | 2004           | Mężczyźni z nadwagą     | 6 tyg.       | NT      | 224       | −3,6           | −6,6    | −15     | −8,3        | −5,2        | −28,1        |                        |
| Brehm et al.     | 2004           | Otyłe kobiety           | 4 msc.       | NW      | 69        | −10,8          | 16,3    | −37,3   | −46,1       |             |              | −9                     |
| Brehm et al.     | 2004           | Otyłe kobiety           | 4 msc.       | NT      | 174       | −6,8           | 4,5     | −10,3   | −14,2       |             |              | −3                     |
| Meckling et al.  | 2004           | Otyli mężczyźni/kobiety | 10 tyg.      | NW      | 59        | −7,7           | 12,2    | −29,4   | −37,1       | −8,0        | −28,7        | −6,1                   |
| Meckling et al.  | 2004           | Otyli mężczyźni/kobiety | 10 tyg.      | NT      | 225       | −7,4           | −15,4   | −25,4   | −11,8       | −10,2       | −3,3         | −5                     |
| Stern et al.     | 2004           | Otyli mężczyźni/kobiety | 1 rok        | NW      | 120       | −3,9           | −2,8    | −28,6   | −26,8       |             |              |                        |
| Stern et al.     | 2004           | Otyli mężczyźni/kobiety | 1 rok        | NT      | 230       | −2,3           | −12,3   | 2,7     | 29,6        |             |              |                        |
| Yancy et al.     | 2004           | Otyli mężczyźni/kobiety | 24 tyg.      | NW      | 30        | −12,3          | 9,8     | −47,2   | −51,8       |             |              | −6                     |
| Yancy et al.     | 2004           | Otyli mężczyźni/kobiety | 24 tyg.      | NT      | 198       | −6,7           | −2,9    | −14,4   | −12,1       |             |              | −5,2                   |
| Aude et al.      | 2004           | Otyli mężczyźni/kobiety | 12 tyg.      | NW      |           | −6,2           | −2,6    | −23,2   | −21,1       |             |              |                        |
| Aude et al.      | 2004           | Otyli mężczyźni/kobiety | 12 tyg.      | NT      |           | −3,4           | −7      | −10,5   | −3,8        |             |              |                        |
| McAuley et al.   | 2004           | Otyłe kobiety           | 8 tyg.       | NW      | 41        | −6,9           | 0,9     | −38,8   | −44,2       | −5,9        | −39,3        |                        |
| McAuley et al.   | 2004           | Otyłe kobiety           | 8 tyg.       | NT      | 172       | −4,4           | −6      | −17,5   | −15,1       | −0,1        | −28,4        |                        |
| Dansinger et al. | 2005           | Otyli mężczyźni/kobiety | 2 msc.       | NW      | 103       | −4,7           | 8,8     | −27,6   | −26,20      | −10         | −29,5        |                        |
| Dansinger et al. | 2005           | Otyli mężczyźni/kobiety | 2 msc.       | NT      | 183       | −4,3           | −0,6    | −7,1    | −5,60       | −5,7        | −11          |                        |
| Dansinger et al. | 2005           | Otyli mężczyźni/kobiety | 2 msc.       | UltraNT | 230       | −4,9           | −10,9   | −0,6    | 8,40        | −3,5        | −7,7         |                        |

Legenda: NW – dieta niskowęglowodanowa; NT – dieta niskotłuszczowa; CHO – ilość spożywanych węglowodanów dziennie.
W 2009 roku Hession i wsp. dokonali metaanalizy wyników randomizowanych prób klinicznych porównujących skuteczność diet niskowęglowodanowych i niskotłuszczowych, opublikowanych od stycznia 2001 do marca 2007 roku, trwających przynajmniej 6 miesięcy. Metaanaliza wykazała korzystny wpływ diety niskowęglowodanowej w aspekcie utraty wagi ciału u osób z nadwagą i otyłych (korzystniejszy niż diety niskotłuszczowej), równocześnie wykazano wzrost ryzyka chorób układu krążenia (jednak mniejszy niż w przypadku diet niskotłuszczowych).
Dodatkowo badania wskazują przewagę diet niskowęglowodanowych nad niskotłuszczowymi w aspekcie utraty tkanki tłuszczowej w stosunku do tkanki mięśniowej podczas odchudzania. Young i wsp. porównali trzy diety izoenergetyczne (każda dostarczała 7,5 MJ energii/dzień) i izoproteinowe (każda dostarczała 115 g białka/dzień), różniące się ilością dostarczanych węglowodanów (30 g, 60 g oraz 104 g/dzień). Po 9 tygodniach stosowania diet stosunek utraty tkanki tłuszczowej w stosunku do całkowitej utraty masy ciała wynosił odpowiednio: 95%, 84% i 75%. Inne badania potwierdzają te wyniki.

### Choroby układu krążenia
W związku z dużym spożyciem nasyconych kwasów tłuszczowych na dietach niskowęglowodanowych, wielu krytyków wskazuje, że zwiększa to ryzyko chorób krążenia. Zarzuty te nie znajdują poparcia w wynikach badań. Nurses’ Health Study – badanie kohortowe obserwujące ponad 115 000 osób przez kilkadziesiąt lat – wykazało, że stosowanie diet niskowęglowodanowych, gdzie głównym źródłem energii są tłuszcze i białka pochodzenia roślinnego, narażone są na mniejsze ryzyko rozwoju chorób krążenia. To samo badanie wykazało brak korelacji pomiędzy przyjmowaniem tłuszczów pochodzenia zwierzęcego a zwiększonym ryzykiem choroby niedokrwiennej serca.
Na ponad 25 badań, skupiających się na związkach pomiędzy chorobami serca a spożyciem nasyconych kwasów tłuszczowych, jedynie cztery z nich wskazały jakąkolwiek korelację. Brak powiązań pomiędzy chorobami serca a spożyciem nasyconych kwasów tłuszczowych potwierdziła metaanaliza dostępnych publikacji dotyczących tej tematyki przeprowadzona w 2010 roku.

### Wpływ na pracę mózgu
Jako że uważa się, że glukoza jest preferowanym źródłem energii dla mózgu, wpływ wykorzystywania ciał ketonowych przez mózg podczas ketozy pozostaje przedmiotem debaty. Komórki mózgu, w czasie głodu i ograniczenia podaży węglowodanów, mogą uzyskać energię z metabolizmu ciał ketonowych (β-hydroksymaślanu i acetyloacetonu). W przeciwieństwie do glukozy, ciała ketonowe są bezpośrednio wprowadzane do cyklu Krebsa, w postaci acetylo-CoA, z pominięciem procesu glikolizy. Badania na szczurach wykazały brak różnic w pH oraz zawartości wody i elektrolitów w mózgach szczurów w stanie ketozy w stosunku do grupy kontrolnej. Co więcej, u szczurów będących w stanie ketozy zaobserwowano zwiększenie stosunku ATP/ADP, co jest zjawiskiem korzystnym.
Wskazywane są też potencjalne zalety diety ketogenicznej w terapii choroby Alzheimera. Jednym z czynników przyczyniających się do rozwoju choroby Alzheimera jest niski poziom beta-amyloidów związany z dysfunkcją glikolizy w pewnych obszarach mózgu. Wykazano, że ketoza podnosi poziom beta-amyloidów. Prowadzone są również badania nad wpływem ciał ketonowych na ośrodkowy układ nerwowy w przebiegu choroby Parkinsona. W patogenezie tej jednostki chorobowej bierze się pod uwagę upośledzenie funkcjonowania mitochondriów. Związane jest ono z zaburzeniem funkcji kompleksu dehydrogenazy pirogronianowej i starzeniem się układów chroniących przed wolnymi rodnikami tlenowymi. Uważa się, że zmniejszony poziom Cu/Zn dysmutazy nadlenkowej (SOD-1) jest ważnym czynnikiem zmniejszającym ilość neuronów dopaminergicznych w istocie czarnej mózgu. Stwierdzono, że ß-hydroksymaślan zwiększa in vitro przeżywalność komórek bogatych w dopaminę, po ich uszkodzeniu neurotoksyną MPP+ w śródmózgowiu. Podobne rezultaty uzyskano in vivo u myszy. Dodatkowo wykazano u nich polepszenie zdolności motorycznych oraz zwiększenie ilości dopaminy w śródmózgowiu.

### Terapia cukrzycy typu 2
Istnieją badania potwierdzające pozytywny wpływ diety ketogenicznej na leczenie cukrzycy typu 2. W jednym z badań skuteczność okazała się na tyle duża, że pozwoliła u większości pacjentów wyeliminować lub zredukować leczenie farmakologiczne. Stężenie glukozy we krwi zależy od ilości spożytych węglowodanów (w gramach), jak i ich rodzaju. Monitorowanie całkowitej zawartości węglowodanów w diecie ma zasadnicze znaczenie dla osiągnięcia optymalnej kontroli glikemii. W toku badań Ajala i wsp. wykazano, że dieta niskowęglowodanowa, z niskim indeksem glikemicznym, śródziemnomorska i wysokobiałkowa prowadziły do poprawy kontroli glikemii (redukcja poziomu hemoglobiny glikowanej o odpowiednio: 0,12%, 0,14%, 0,47%, 0,28%) w porównaniu do diet kontrolnych. Dieta niskowęglowodanowa i śródziemnomorska dały też najlepsze wyniki w sferze odchudzania cukrzyków – prowadziły do spadku masy ciała o 0,69 kg i 1,84 kg. Jak wynika z danych metaanalizy dieta niskowęglowodanowa, a także z niskim indeksem glikemicznym, śródziemnomorska i wysokobiałkowa korzystnie wpływały na redukcję ryzyka sercowo-naczyniowego u chorych na cukrzycę i powinny być uwzględniane w profilaktyce i leczeniu cukrzycy.

### Wpływ na nowotwory
Modyfikacje żywieniowe u pacjentów onkologicznych – zakładające wprowadzenie niskowęglowodanowej diety ketogenicznej – przestawiają organizm z metabolizmu węglowodanów na metabolizm tłuszczów. Głównym źródłem energii stają się wówczas nie cukry, ale ciała ketonowe powstałe z rozkładu tłuszczów. Udowodniono, że komórki nowotworowe – w przeciwieństwie do zdrowych komórek – nie są zdolne do takiej zmiany metabolicznej i żywią się wyłącznie monosacharydami. Wprowadzenie organizmu w stan ketozy i pozbawienie komórek nowotworowych źródła energii przez drastyczne obniżenie podaży węglowodanów może powodować spowolnienie toczących się w organizmie procesów chorobowych – zahamowanie tempa wzrostu komórek nowotworowych i ich obumieranie. Wpływ niskowęglowodanowej diety ketogenicznej na nowotwory jest obecnie przedmiotem wielu badań. Wykazano teraupeutyczny wpływ takiej diety na nowotwory mózgu u myszy i ludzi. Istnieją badania wskazujące, że ograniczony poziom glukozy we krwi (zastąpionej przez ciała ketonowe) hamuje także rozwój innych nowotworów. Fine i wsp. przeprowadzili próbę zastosowania diety niskowęglowodanowej (5% ogółu energii) przez 4 tygodnie u chorych z zaawansowaną chorobą nowotworową. Schmidt i wsp. poddali niskowęglowodanowej diecie (70 g węglowodanów na dobę z podawaniem koktajli białkowo-tłuszczowych) grupę 16. pacjentów w zaawansowanym stadium choroby nowotworowej z przerzutami, u których nie było możliwe podjęcie żadnych typowych działań terapeutycznych. 3-miesięczną terapię ukończyło 6 pacjentów, z których jeden wznowił chemioterapię. Pozostali pacjenci zmarli w wyniku zaawansowanego procesu chorobowego. Z wyjątkiem czasowych zaparć nie stwierdzono u nich działań niepożądanych stosowanej diety. Nie zaobserwowano także żadnej zmiany w profilu lipidowym krwi. Pacjenci zauważyli poprawę stanu emocjonalnego i jakości snu.

### Terapia epilepsji
Niskowęglowodanowe diety ketogeniczne od wielu lat z powodzeniem stosuje się w leczeniu epilepsji u dzieci. Skuteczność diety ketogennej w terapii padaczki jest udokumentowana w wielu publikacjach naukowych. U około 50% młodych pacjentów donosi się o zmniejszeniu częstości napadów padaczkowych o co najmniej 50%, oraz o całkowitym ustąpieniu napadów u części dzieci z tej grupy.
Pierwsze kliniczne doniesienia o metabolicznych zmianach wywołanych głodem i dietą ketogeniczną imitującą głodzenie, a przez to zmniejszającą liczbę napadów drgawkowych, pochodzą z początku XX wieku – 1911 rok. W 1921 roku po raz pierwszy zwrócono uwagę na znaczenie ketozy w leczeniu padaczki. W związku z tym, że głodzenie przez dłuższy czas nie jest możliwe, Wilder i Winter z Kliniki w Mayo postawili hipotezę, iż metaboliczne efekty oddziaływania na padaczkę są wywołane obecnością ciał ketonowych oraz zaproponowali dietę, która mogłaby przyczyniać się do powstania tych ciał poprzez indukowanie ketozy. Zastosowali oni dietę, w której stosunek zawartości tłuszczów do węglowodanów i białek wynosił co najmniej 2:1 przy jednoczesnym ograniczeniu kaloryczności diety. Wilde argumentował wówczas, że spożywanie produktów bogatych w tłuszcze i ubogich w węglowodany indukuje ketogenezę, ponieważ kiedy występuje dysproporcja między podażą kwasów tłuszczowych i cukrów, powstają ciała ketonowe z tłuszczu i białek. Jednocześnie białka zawarte w  diecie ketogennej w sposób wystarczający zapewniają prawidłowy wzrost, rozwój i funkcjonowanie organizmu. Mechanizm zmniejszenia częstości napadów drgawkowych za pomocą leczenia dietą ketogenną wciąż nie został jednoznacznie wyjaśniony. Wśród wielu hipotez rozważa się głównie cztery:
- zaistniałe wskutek ketozy zmiany w pH – kwasica wywiera wpływ hamujący na neurony;
- bezpośredni wpływ hamujący kwasów tłuszczowych (poziom kwasów tłuszczowych pozytywnie koreluje ze zmniejszoną aktywnością drgawkową, a już samo uzupełnienie zwykłej diety o 5 g wielonienasyconych kwasów tłuszczowych obniża ilość napadów);
- zmiany w metabolizmie energetycznym komórek nerwowych (neurony zużywają ciała ketonowe w znacznie większym stopniu niż glukozę);
- zmiany w funkcji neuroprzekaźników i transmisji synaptycznej (wpływ na metabolizm kwasu glutaminowego, noradrenaliny, neuropeptydu Y, galaminy).

Dieta ketogenna – oprócz zmniejszania częstości napadów – przyczynia się również do zmniejszenia u pacjentów z epilepsją dawek leków przeciwpadaczkowych (w niektórych przypadkach nawet ich odstawienia), poprawy stanu ich świadomości przez niwelowanie uczucia senności oraz polepszenia zachowania w kontaktach społecznych.

## Krytyka

### Skutki uboczne przy początkowym stosowaniu
Część osób rozpoczynających stosowanie diety niskowęglowodanowej (zwłaszcza ketogenicznej) skarży się na szereg skutków ubocznych występujących podczas procesu adaptacji organizmu, trwającego zwykle 1–7 dni. Wśród skutków ubocznych można wymienić bóle głowy, nudności, senność i zmęczenie. Pewne badania sugerują, że suplementacja karnityną zmniejsza skutki uboczne procesu adaptacji. U stosujących ją osób – szczególnie u dzieci – oprócz zaparć i nudności mogą pojawić się efekty uboczne wczesne w postaci: wymiotów, utraty apetytu, odwodnienia, sepsy, zapalenia wątroby, zapalenia trzustki, hipoglikemii, hipertriglicerolemii, hiperurykemii, hipertransaminemii, hipercholesterolemii, hipoproteinemii, hipomagnezemii, hiponatremii, kwasicy metabolicznej oraz opóźnienie dojrzewania, niższy wzrost, nadwaga, zaburzenia depresyjne, zmniejszenie gęstości kości, kamica nerkowa, kardiomiopatie, niedobory witamin i soli mineralnych, dyslipidemia, podniesiony poziom długołańcuchowych kwasów tłuszczowych, zaburzenia wątrobowe, neuropatia nerwu wzrokowego, niedokrwistość, zaparcia oraz potencjalnie miażdżyca tętnic.
Pacjenci na diecie niskowęglowodanowej powinni być monitorowani pod kątem niedociśnienia ortostatycznego, zawrotów głowy, bólu głowy, zmęczenia, zwiększonej drażliwości, dny moczanowej oraz niewydolności nerek. Nie są znane efekty (korzyści lub zagrożenia) diety niskowęglowodanowej u pacjentów ze współistniejącymi schorzeniami, takimi jak cukrzyca, hiperlipidemia czy osteoporoza.

### Zaparcia
Osoby długotrwale stosujące dietę niskowęglowodanową narażone są na zaparcia, wynikające z przyjmowania niedostatecznej ilości błonnika. Błonnik nie ulega trawieniu przez enzymy przewodu pokarmowego człowieka, przez co nie aktywuje procesu glikolizy i nie ma wpływu na poziom insuliny w surowicy krwi. Nowoczesne diety niskowęglowodanowe zalecają spożywanie warzyw bogatych w błonnik (ale o niskiej zawartości węglowodanów i niskim indeksie glikemicznym) przy każdym posiłku. U osób stosujących dietę niskowęglowodanową może pojawić się też biegunka. W celu zminimalizowania ryzyka wystąpienia ewentualnych niepożądanych skutków ubocznych diety niskowęglowodanowej zaleca się odpowiednią suplementację preparatami o składzie dostosowanym do jadłospisu z przewagą tłuszczów i ograniczonym przyjmowaniem węglowodanów. W ich składzie powinien znajdować się błonnik (np. inulina uznawana za rozpuszczalny błonnik pokarmowy i odznaczająca się niskim indeksem glikemicznym), kompleks witamin i minerałów, aminokwasy czy substancje wspomagające pracę wątroby.